# Kolporter Arena
Exbud Arena (dříve Kolporter Arena, Suzuki Arena, Arena kielc) je víceúčelový stadion v polském městě Kielce využívaný zejména pro fotbalové zápasy místního klubu Korona Kielce. Má celkovou kapacitu 15 186 míst. Stavba byla zahájena 22. listopadu 2004 a stadion byl slavnostně otevřen 1. dubna 2006 před prvním na něm hraným zápasem Korona Kielce - Zagłębie Lubin

Na stadionu odehrála několik utkání i polská fotbalová reprezentace.
V červnu 2016 vybral Polský fotbalový svaz stadion za dějiště Mistrovství Evropy ve fotbale hráčů do 21 let 2017 (pro potřeby šampionátu bylo vybráno celkem 6 stadionů v 6 městech).